# Ian Poulter
Ian James Poulter, född 10 januari 1976 i Hitchin, är en engelsk professionell golfspelare som varit aktiv som pro sedan 1995.